# Возраст
Во́зраст — продолжительность периода от момента рождения живого организма до настоящего или любого другого определённого момента времени.
Обычно под словом «возраст» понимается календа́рный во́зраст (па́спортный во́зраст, хронологи́ческий во́зраст), при котором не учитываются факторы развития организма. Наблюдаемые отличия индивидуальных особенностей развития организма от средних показателей послужили основанием для введения понятия «биологи́ческий во́зраст», или «во́зраст разви́тия».

## Возраст человека

### Возраст в праве
- возраст в конституционном праве
- возраст в гражданском праве
  - правоспособность
  - дееспособность
- возраст в семейном праве
- возраст в уголовном праве
  - возраст уголовной ответственности
    - общий
    - сниженный
    - повышенный

  - возраст сексуального согласия

### Периодизация возраста
Существуют разные системы периодизации возраста. Все они опираются на соответствующие возрасту анатомические и физиологические особенности организма, для детского возраста — учитывают приспособленность к окружающей социальной среде. Одно из принятых делений на возрастные периоды:
- Период новорождённости (неонатальный период) — первые 4 недели
- Грудной период — от 4 недель до 1 года
- Раннее детство (ясельный возраст) — 1-3 года
- Дошкольный возраст — 3 года — 6-7 лет
- Младший школьный возраст — 6-7 — 10-12 лет
- Подростковый период — 10-12 — 17-18 лет
- Юношеский период
  - юноши: 17-21 год
  - девушки: 16-20 лет
- Зрелый возраст (1 период)
  - мужчины 21-35 лет
  - женщины 20-35 лет
- Зрелый возраст (2 период)
  - мужчины 35-60 лет
  - женщины 35-55 лет
- Пожилой возраст
  - мужчины 60-75 лет
  - женщины 55-75 лет
- Старческий возраст — 75-90 лет
- Долгожители — 90 лет и более.

## Биологический возраст
Физиологические и интеллектуальные особенности человека, состояние здоровья и трудоспособности, способность сопротивляться стрессам, травмам и болезням зависят в первую очередь не от его календарного (хронологического) возраста, а от степени морфологического и физиологического развития организма — т. н. биологического возраста (возраста развития).
Биологический возраст определяется совокупностью обменных, структурных, функциональных, регуляторных особенностей и приспособительных возможностей организма.
Биологический возраст, помимо наследственности, в большой степени зависит от условий среды и образа жизни.
Среди сверстников по хронологическому возрасту обычно существуют значительные различия по темпам возрастных изменений.
Для определения биологического возраста используются специальные биологические параметры — биомаркеры старения.
В последнее время стали появляться препараты, замедляющие скорость старения организмов — геропротекторы.

## Возраст у растений
Возраст растения, или абсолютный возраст растения, или календарный возраст растения — промежуток времени от начала прорастания семени или споры до определённого момента развития этого растения.
У большинства древесных растений, растущих в условиях смены благоприятных и неблагоприятных сезонов года, возраст достаточно точно можно определить по годовому приросту (годовым кольцам).